# Nasir al-Muhammad al-Ahmad as-Sabah

Nasir al-Muhammad al-Ahmad as-Sabah

Scheich Nasir al-Muhammad al-Ahmad al-Dschabir as-Sabah (arabisch ناصر المحمد الأحمد الصباح, DMG Nāṣir al-Muḥammad al-Aḥmad aṣ-Ṣabāḥ; * 22. Dezember 1940 in Kuwait) war von 2006 bis 2011 der Premierminister von Kuwait.

## Leben
Nasir war durch seinen Vater Muhammad as-Sabah ein Enkel des Emirs Ahmad al-Dschabir as-Sabah und damit Mitglied der Herrscherfamilie Kuwaits.
Er studierte an der Universität Genf (Schweiz) mit Abschluss Politische Wissenschaften und Wirtschaft. Bevor er Premierminister wurde, war er Botschafter in Iran und Afghanistan, Informationsminister, Sozial- und Arbeitsminister, Außenminister und Minister des königlichen Gerichts.
Nasir wurde am 7. Februar 2006 von Emir Scheich Sabah al-Ahmad al-Dschabir as-Sabah ernannt.
Am 16. November 2011 fand in Kuwait eine, von dem Abgeordneten Mussalam al-Barrack angeführte, Demonstration gegen Nasir statt. Ihm wurde vorgeworfen, nichts gegen die Korruption in Kuwait zu unternehmen. Danach drangen einige in das Parlament ein, zogen aber nach dem Singen der Nationalhymne wieder ab. Der Versuch, zur Residenz von Nasir zu ziehen, wurde durch die Polizei mit Schlagstockeinsatz verhindert.